# Файлообмінник

Принцип роботи файлообмінника

Файлообмінник,файлхостинґ та файловий хостинґ — сервіс, що надає користувачеві місце під його файли і цілодобовий доступ до них через web, як правило по протоколу HTTP. Такий сервіс дозволяє зручно «обмінюватися» файлами. На спеціальній сторінці файлообмінник (найчастіше на головній) користувач завантажує файл на сервер файлообмінника, який віддає користувачеві постійне посилання, яке він може розсилати по e-mail, публікувати в блогах, на форумах або пересилати через системи IM. Перейшовши по такому посиланню будь-який інший користувач може завантажити початковий файл.
Деякі файлообмінники мають партнерські програми.

## Принцип роботи
1. Партнер завантажує файл на сервер
2. Файлообмінник генерує посилання
3. Партнер розповсюджує посилання в інтернеті
4. Користувач знаходить посилання
5. Переходить по ньому на сервер
6. Завантажує файл

## Бізнес-модель
Файлообмінники заробляють двома основними способами:
- Показом реклами. Зазвичай файлообмінники вводять штучну паузу, коли користувачі запитують файл. Упродовж деякого часу (зазвичай 45-120 сек.) користувачеві показується реклама, і лише потім віддається файл.
- Продажем преміум-акаунтів (premium accounts). За кілька десятків доларів на рік користувач може купити собі право викачувати файли відразу, без реклами, без затримок, з повною або підвищеною швидкістю (багато файлообмінників значно обмежують швидкість завантаження). Він також отримує деякі інші переваги, недоступні звичайним користувачам, як наприклад, завантаження файлів у декілька потоків і довантаження.

## Заробіток
Схема у всіх приблизно однакова: зареєстрований користувач (партнер) завантажує на сервер файл, який має унікальний URL. Природно, що користувач намагається розмістити посилання на свій файл на якомога більшій кількості сайтів. Як правило, це варезні сайти, форуми, а також спам та розсилки.
За кожну тисячу завантажень унікального файлу, сервер виплачує користувачу гроші (від 2$), причому, чим більший файл, тим більше він «коштує». Приміром, за файл розміром від 1МБ до 4МБ, користувач отримує 2$ за 1000 завантажень, а за файл розміром від 250МБ до 2 ГБ — 50$ за 1000 завантажень.
Також деякі файлообмінники при визначенні ціни завантаження керуються таким критерієм, як країна з якої воно було здійснене. Більшість із цих сервісів, мають чіткий список країн, завантаження з яких оплачується, а решта ігнорується.

### «Пасивний» прибуток
Також, окрім активного заробітку, тобто коли партнер безпосередньо працює із файлами, існує також і пасивний. До пасивного заробітку відносимо партнерські програми. Кожному зареєстрованому користувачеві надається унікальний код, за яким він може приваблювати інших працівників(?). Якщо Користувач А привабив користувача В і той заробив n-нну суму, то користувач А нічого додатково не роблячи отримує на свій рахунок суму 0,01•k•n де k відсоток який за угодою із файлообмінником отримує користувач за залучненого ним партнера.
Таке гіперпосилання має вигляд:
http://turbobit.net/partner/?PHPSESUD=A41D3EFABF493FE8F7E7B521865103CC
В ньому http://turbobit.net/ — це адреса файлообмінника, а ?PHPSESUD=A41D3EFABF493FE8F7E7B521865103CC — унікальний код, завдяки якому система знає, що цього партнера направив користувач А. При цьому, посилання із кодом і без нього ведуть на одну і ту ж саму сторінку, тому користувач В часто не здогадується, що він став «підпартнером».
Це робиться навмисно, оскільки на початку більшісьть недосвідчених у цій галузі людей бояться, що відсоток k знімається із них додатково. Насправді ж у більшості систем прибуток користувача В не залежить від того, чи є він чиїмось «підпартнером», чи ні.

## Мультизавантаження
Поряд з великою кількістю файлообмінників, існують також сервіси мультизавантаження, що допомагають користувачеві завантажити файл на кілька інших файлообмінників. У такому разі користувачеві слід завантажити файл один лише раз, а натомість він отримує кілька робочих посилань.

## Основні файлообмінники
Лідером ринку є Mega.nz. Існує ще понад сотню інших досить відомих файлообмінників. В Україні був популярним Ex.ua до його закриття.